# Plaguewielder
Plaguewielder este cel de-al optulea album de studio al formației Darkthrone. Părerea generală este că acest album reprezintă un declin, majoritatea considerându-l în cel mai bun caz mediocru.
Albumul a fost relansat în 2012, incluzând ca bonus un CD cu comentariile lui Fenriz și Nocturno Culto. Ediția din 2012 are o copertă nouă.

## Lista pieselor
1. "Weakling Avenger" - 07:55
2. "Raining Murder" - 05:14
3. "Sin Origin" - 06:45
4. "Command" - 08:02
5. "I, Voidhanger" - 05:38
6. "Wreak" - 09:16

## Personal
- Fenriz - baterie
- Nocturno Culto - vocal, chitară, chitară bas